# (1293) Sonja
(1293) Sonja – planetoida z grupy przecinających orbitę Marsa okrążająca Słońce w ciągu 3 lat i 119 dni w średniej odległości 2,23 au. Została odkryta 26 września 1933 w Observatoire Royal de Belgique w Uccle przez Eugène’a Delporte. Nazwa planetoidy została nadana przez astronoma, który obliczył jej orbitę. Przed jej nadaniem planetoida nosiła oznaczenie tymczasowe (1293) 1933 SO.